# Lehrensteinsfeld
Lehrensteinsfeld település Németországban, azon belül Baden-Württembergben. Lakosainak száma 2755 fő (2023. december 31.).

## Népesség
A település népessége az elmúlt években az alábbi módon változott:
| Lakosok száma | 1024 | 1099 | 1398 | 1590 | 1651 | 1705 | 1826 | 2092 | 2275 | 2755 |
|               | 1961 | 1967 | 1974 | 1980 | 1987 | 1993 | 2000 | 2006 | 2013 | 2023 |